# ميورافلنكو
ميورافلنكو (بالروسية: Муравленко) هي إحدى مدن روسيا في الكيان الفدرالي الروسي أوكروغ يامالو-نينيتس الذاتية.